# Meinrad Miltenberger
Meinrad „Auto“ Miltenberger (* 6. Dezember 1924 in Herdecke; † 10. September 1993 ebenda) war ein deutscher Kanute und Kanutrainer. Er war mehrfacher Deutscher sowie Europa- und Weltmeister und wurde durch den Gewinn der ersten Nachkriegs-Goldmedaille für Deutschland bei den Olympischen Sommerspielen 1956 bekannt.

## Biografie
Meinrad Miltenberger machte nach Abschluss der Volksschule in seinem Geburtsort Herdecke eine dreijährige Elektrikerlehre. Schon als Jugendlicher war er als Leichtathlet und Turner aktiv. Ab 1941 war er Mitglied des Herdecker Kanu-Club 1925 e. V. (HKC), für den er fast sein Leben lang immer startete, und nahm für diesen schon im ersten Jahr an den deutschen Jugendmeisterschaften teil.
Nach seiner Zeit als Soldat im Zweiten Weltkrieg, Verwundung in Italien (Cortina d’Ampezzo) und Kriegsgefangenschaft absolvierte er in der Nachbarstadt Hagen-Haspe im Stahlwerk Hasper Hütte eine Maurerausbildung und konzentrierte seine sportlichen Tätigkeiten auf den Kanusport. Er war sieben Mal Deutscher Meister, Westeuropameister und nahm 1952 an den Olympischen Spielen in Helsinki teil. Dort belegte er im Einer-Kajak über 1000 Meter den fünften Rang und im Zweier-Kajak über 10.000 Meter gemeinsam mit Karl-Heinz Schäfer den sechsten Rang. 1956 wurde er dann gemeinsam mit Michel Scheuer im Zweier-Kajak Olympiasieger. Daraufhin wurde ihm auch das Bundesverdienstkreuz verliehen.
Ab 1959 war Miltenberger zehn Jahre lang als Bundestrainer beim Deutschen Kanu-Verband tätig, anschließend bis 1987 als Landestrainer in Berlin, wo er auch seinen Fachsportlehrer machte. Anschließend kehrte er in seine Heimatstadt zurück und starb dort 1993 im Alter von 68 Jahren.
Für den Gewinn der Weltmeisterschaft erhielt er am 29. Juli 1954 das Silberne Lorbeerblatt.
Verheiratet war Miltenberger zuerst mit der Herdeckerin Lotti Schulz, die 1977 starb. Später heiratete er die Kanutin Ruth Rohrbach.

## Erfolge
Deutsche Meisterschaften (Herren, 500 m)
- 1951 2. Platz
- 1952 1. Platz, Deutscher Meister
- 1953 2. Platz
- 1954 1. Platz, Deutscher Meister
- 1955 1. Platz, Deutscher Meister
- 1956 1. Platz, Deutscher Meister
- 1957 1. Platz, Deutscher Meister
- 1958 2. Platz
- 1959 2. Platz

Europameisterschaften (Herren, Deutschland)
- 1957 2. Platz (Zweier, 500 m, zusammen mit Schmidt)
- 1959 Europameister (4 × 500 m; zusammen mit Paul Lange, Bernhard Schulze, Helmuth Schneider)

Weltmeisterschaften 1954 in Mâcon
- 1. Platz, Weltmeister im Zweier-Kajak (500 m) zusammen mit Ernst Steinhauer
- 2. Platz, Einer-Kajak (500 m)

Olympische Sommerspiele 1956 in Melbourne
- Goldmedaille im Zweier-Kajak für Deutschland (1000 m; 3:49,6 min) zusammen mit Michel Scheuer

Weltmeisterschaften 1958 in Prag
- 1. Platz, Weltmeister (4 × 500 m; zusammen mit Paul Lange, Fritz Briel, Helmut Herz)
- 3. Platz, Zweier-Kajak (500 m) zusammen mit Paul Lange